# OBS 뉴스 730
《OBS 뉴스 730》(OBS NEWS 730)은 OBS경인TV에서 매일 오후 7시 30분에 방송 중인 경기 인천 지역 메인 뉴스 프로그램이다.

## 프로그램 소개
OBS를 대표하는 경기 인천 지역 메인 뉴스

## 방송 시간
- 현재 TV 방송 시간 중 평일은 2020년 7월 27일부터 기준으로 하고 주말은 2019년 11월 2일부터 기준으로 한다.
- 현재 라디오 방송 시간은 2024년 2월 19일부터 기준으로 한다.

### TV (평일)
| 방송 채널 | 방송 기간                           | 방송 시간                               | 방송 분량 |
| --------- | ----------------------------------- | --------------------------------------- | --------- |
| OBS경인TV | 2007년 12월 28일 ~ 2008년 2월 15일  | 매주 평일 오후 8시 ~ 오후 8시 30분      | 30분      |
| OBS경인TV | 2012년 10월 8일 ~ 2013년 3월 1일    | 매주 평일 오후 7시 45분 ~ 오후 8시 20분 | 35분      |
| OBS경인TV | 2008년 2월 18일 ~ 2008년 2월 28일   | 매주 평일 오후 8시 ~ 오후 8시 40분      | 40분      |
| OBS경인TV | 2009년 4월 6일 ~ 2010년 4월 23일    | 매주 평일 오후 7시 55분 ~ 오후 8시 35분 | 40분      |
| OBS경인TV | 2013년 3월 4일 ~ 2013년 3월 8일     | 매주 평일 오후 7시 45분 ~ 오후 8시 25분 | 40분      |
| OBS경인TV | 2018년 4월 2일 ~ 2018년 10월 26일   | 매주 평일 오후 7시 45분 ~ 오후 8시 25분 | 40분      |
| OBS경인TV | 일자 미상 ~ 일자 미상               | 매주 평일 오후 7시 40분 ~ 오후 8시 20분 | 40분      |
| OBS경인TV | 2020년 7월 27일 ~ 현재              | 매주 평일 오후 7시 30분 ~ 오후 8시 10분 | 40분      |
| OBS경인TV | 2008년 2월 29일 ~ 2008년 10월 3일   | 매주 평일 오후 7시 55분 ~ 오후 8시 40분 | 45분      |
| OBS경인TV | 2008년 10월 6일 ~ 2009년 4월 3일    | 매주 평일 오후 7시 55분 ~ 오후 8시 40분 | 45분      |
| OBS경인TV | 2010년 4월 26일 ~ 2011년 4월 1일    | 매주 평일 오후 7시 55분 ~ 오후 8시 40분 | 45분      |
| OBS경인TV | 2011년 4월 4일 ~ 2013년 2월 22일    | 매주 평일 오후 7시 45분 ~ 오후 8시 30분 | 45분      |
| OBS경인TV | 2013년 3월 11일 ~ 2014년 6월 25일   | 매주 평일 오후 7시 45분 ~ 오후 8시 30분 | 45분      |
| OBS경인TV | 2015년 9월 14일 ~ 2016년 4월 22일   | 매주 평일 오후 7시 45분 ~ 오후 8시 30분 | 45분      |
| OBS경인TV | 2017년 3월 20일 ~ 2017년 7월 28일   | 매주 평일 오후 7시 45분 ~ 오후 8시 30분 | 45분      |
| OBS경인TV | 2018년 10월 29일 ~ 2019년 10월 25일 | 매주 평일 오후 7시 45분 ~ 오후 8시 30분 | 45분      |
| OBS경인TV | 2014년 6월 28일 ~ 2015년 9월 11일   | 매주 평일 오후 7시 45분 ~ 오후 8시 35분 | 50분      |
| OBS경인TV | 2016년 4월 25일 ~ 2017년 3월 17일   | 매주 평일 오후 7시 45분 ~ 오후 8시 35분 | 50분      |
| OBS경인TV | 2017년 7월 31일 ~ 2018년 3월 30일   | 매주 평일 오후 7시 45분 ~ 오후 8시 35분 | 50분      |
| OBS경인TV | 2019년 10월 28일 ~ 2020년 7월 24일  | 매주 평일 오후 7시 30분 ~ 오후 8시 20분 | 50분      |

### TV (주말)
| 방송 채널 | 방송 기간                          | 방송 시간                               | 방송 분량 |
| --------- | ---------------------------------- | --------------------------------------- | --------- |
| OBS경인TV | 2007년 12월 29일 ~ 2008년 2월 10일 | 매주 주말 오후 8시 ~ 오후 8시 20분      | 20분      |
| OBS경인TV | 2008년 2월 16일 ~ 2008년 2월 24일  | 매주 주말 오후 8시 30분 ~ 오후 8시 50분 | 20분      |
| OBS경인TV | 2009년 4월 11일 ~ 2009년 9월 20일  | 매주 주말 오후 8시 30분 ~ 오후 8시 50분 | 20분      |
| OBS경인TV | 2008년 3월 1일 ~ 2009년 4월 5일    | 매주 주말 오후 7시 55분 ~ 오후 8시 15분 | 20분      |
| OBS경인TV | 2009년 9월 26일 ~ 2011년 4월 3일   | 매주 주말 오후 7시 55분 ~ 오후 8시 15분 | 20분      |
| OBS경인TV | 2013년 3월 9일 ~ 2013년 4월 14일   | 매주 주말 오후 7시 45분 ~ 오후 8시 5분  | 20분      |
| OBS경인TV | 2011년 4월 4일 ~ 2011년 10월 2일   | 매주 주말 오후 8시 55분 ~ 오후 9시 20분 | 25분      |
| OBS경인TV | 2014년 7월 12일 ~ 일자 미상        | 매주 주말 오후 7시 45분 ~ 오후 8시 10분 | 25분      |
| OBS경인TV | 일자 미상 ~ 2019년 10월 27일       | 매주 주말 오후 7시 45분 ~ 오후 8시 10분 | 25분      |
| OBS경인TV | 일자 미상 ~ 일자 미상              | 매주 주말 오후 7시 40분 ~ 오후 8시 5분  | 25분      |
| OBS경인TV | 2019년 11월 2일 ~ 현재             | 매주 주말 오후 7시 30분 ~ 오후 7시 55분 | 25분      |
| OBS경인TV | 2011년 10월 8일 ~ 2012년 4월 29일  | 매주 주말 오후 7시 45분 ~ 오후 8시 15분 | 30분      |
| OBS경인TV | 2012년 10월 13일 ~ 2013년 3월 3일  | 매주 주말 오후 7시 45분 ~ 오후 8시 15분 | 30분      |
| OBS경인TV | 2013년 4월 20일 ~ 2014년 7월 6일   | 매주 주말 오후 7시 45분 ~ 오후 8시 15분 | 30분      |
| OBS경인TV | 2012년 5월 5일 ~ 2012년 10월 7일   | 매주 주말 오후 8시 25분 ~ 오후 8시 55분 | 30분      |

### 라디오
| 방송 채널  | 방송 기간                         | 방송 시간                | 방송 분량 |
| ---------- | --------------------------------- | ------------------------ | --------- |
| OBS 라디오 | 2023년 3월 27일 ~ 2024년 2월 18일 | 매일 밤 10시 ~ 10시 30분 | 30분      |
| OBS 라디오 | 2024년 2월 19일 ~ 현재            | 매일 저녁 7시 30분 ~ 8시 | 30분      |

## 앵커

### 평일

#### 남성
| 대수 | 진행자             | 진행 기간                              | 비고        |
| ---- | ------------------ | -------------------------------------- | ----------- |
| 1대  | 김석진 前 보도국장 | 2007년 12월 28일 ~ 2008년 12월 31일    |             |
| 2대  | 강동원 前 기자     | 2009년 1월 1일 ~ 2011년 4월 1일        |             |
| 3대  | 이승재 기자        | 2011년 4월 4일 ~ 2012년 10월 19일      |             |
| 4대  | 홍원기 아나운서    | 2012년 10월 22일 ~ 2013년 2월 22일     |             |
| 5대  | 최진만 기자        | 2013년 4월 15일 ~ 2013년 5월 일자 미상 | [ 2 ]       |
| 6대  | 홍원기 아나운서    | 2013년 5월 일자 미상 ~ 2020년 4월 24일 | [ 3 ]       |
| 7대  | 김준호 아나운서    | 2020년 4월 27일 ~ 현재                 | [ 4 ] [ 5 ] |

#### 여성
| 대수 | 진행자             | 진행 기간                           | 비고          |
| ---- | ------------------ | ----------------------------------- | ------------- |
| 1대  | 이상희 아나운서    | 2007년 12월 28일 ~ 2008년 12월 31일 |               |
| 2대  | 유진영 아나운서    | 2009년 1월 1일 ~ 2011년 4월 1일     |               |
| 3대  | 이자연 前 아나운서 | 2011년 4월 4일 ~ 2012년 7월 6일     | [ 7 ]         |
| 4대  | 유진영 아나운서    | 2012년 7월 9일 ~ 2013년 2월 22일    | [ 8 ]         |
| 5대  | 이상희 아나운서    | 2013년 2월 25일 ~ 2015년 9월 11일   | [ 10 ]        |
| 6대  | 이자연 前 아나운서 | 2015년 9월 14일 ~ 2016년 11월 25일  | [ 11 ] [ 12 ] |
| 7대  | 유진영 아나운서    | 2016년 12월 12일 ~ 2018년 3월 30일  | [ 13 ]        |
| 8대  | 조은유 前 아나운서 | 2018년 4월 2일 ~ 2018년 10월 26일   |               |
| 9대  | 최지해 아나운서    | 2018년 10월 29일 ~ 2021년 10월 29일 |               |
| 10대 | 유진영 아나운서    | 2021년 11월 1일 ~ 현재              | [ 14 ]        |

### 주말

#### 남성
| 대수 | 진행자                                       | 진행 기간                                                                         | 비고   |
| ---- | -------------------------------------------- | --------------------------------------------------------------------------------- | ------ |
| 1대  | 토요일 : 천현우 前 기자 일요일 : 최진만 기자 | 토요일 : 2010년 1월 2일 ~ 2011년 1월 1일 일요일 : 2010년 1월 3일 ~ 2011년 1월 2일 |        |
| 2대  | 김준호 아나운서                              | 2011년 4월 9일 ~ 2012년 10월 21일                                                 |        |
| 3대  | 최진만 기자                                  | 2012년 10월 27일 ~ 2013년 2월 24일                                                | [ 16 ] |
| 4대  | 김준우 아나운서                              | 2013년 5월 일자 미상 ~ 2016년 11월 6일                                            |        |
| 5대  | 유영선 아나운서                              | 2016년 12월 3일 ~ 2018년 4월 1일                                                  |        |
| 6대  | 김준우 아나운서                              | 2018년 4월 7일 ~ 2021년 10월 31일                                                 | [ 20 ] |

#### 여성
| 대수 | 진행자             | 진행 기간                             | 비고   |
| ---- | ------------------ | ------------------------------------- | ------ |
| 1대  | 강수진 기자        | 2009년 1월 3일 ~ 2009년 4월 19일      |        |
| 2대  | 이혜정 기자        | 2009년 4월 25일 ~ 2009년 12월 27일    |        |
| 3대  | 이자연 前 아나운서 | 2011년 1월 3일 ~ 2011년 4월 3일       |        |
| 4대  | 이상희 아나운서    | 2013년 1월 5일 ~ 2013년 5월 일자 미상 |        |
| 5대  | 강미정 前 아나운서 | 2016년 11월 12일 ~ 2016년 11월 27일   |        |
| 6대  | 최지해 아나운서    | 2022년 일자 미상 ~ 2023년 일자 미상   | [ 22 ] |
| 7대  | 이상희 아나운서    | 2024년 3월 2일 ~ 현재                 | [ 24 ] |

## 타이틀 변천사
- 현재 타이틀은 2023년 8월 28일부터 기준으로 한다.

| 기수 | 프로그램 타이틀                               | 방송 기간                          |
| ---- | --------------------------------------------- | ---------------------------------- |
| 1기  | OBS 뉴스 800                                  | 2007년 12월 28일 ~ 2008년 2월 28일 |
| 2기  | OBS 뉴스 755                                  | 2008년 2월 29일 ~ 2011년 4월 3일   |
| 3기  | OBS 뉴스 M                                    | 2011년 4월 4일 ~ 2015년 9월 13일   |
| 4기  | 평일 : OBS 뉴스 M 경기·인천 주말 : OBS 뉴스 M | 2015년 9월 14일 ~ 2017년 7월 30일  |
| 5기  | OBS 뉴스 M                                    | 2017년 7월 31일 ~ 2019년 5월 26일  |
| 6기  | OBS 뉴스 745                                  | 2019년 5월 27일 ~ 2019년 10월 27일 |
| 7기  | OBS 뉴스중심                                  | 2019년 10월 28일 ~ 2022년 8월 28일 |
| 8기  | OBS 뉴스 O                                    | 2022년 8월 29일 ~ 2023년 8월 27일  |
| 9기  | OBS 뉴스 730                                  | 2023년 8월 28일 ~ 현재             |

## 비판

### 노무현에 대한 논란
2009년 6월 18일에 보도된 내용에 문제가 있다는 주장이 제기되었다.
안양교도소가 노무현 전 대통령의 구속 입감에 대해 특별팀을 구성하고 극비리에 독방을 만들려 했던 것으로 OBS 취재 결과 드러났다. 당초 알려진 검찰 '노 전 대통령 불구속 기소'방침과는 배치되는 것이어서 논란이 예상된다'고 "교도소 측은 2평 남짓한 6.6m2의 독방시설로는 전직 대통령을 수감하기 어려워, 6평 정도인 20m2의 새로운 독방을 만들 계획이었다. 전직 대통령에 대한 심리적 예우를 고려한 것"이라고 보도했다.

안양교도소에 사실관계를 확인한 바 특정 사건(노무현 전 대통령)과 관련하여 TF팀을 구성하거나 독방 준비 등 수용에 대비한 사실이 없었다고, 노무현과 관련하여 어떠한 지시 사항도 안양교도소에 시달한 바 없다.— 2009년 6월 19일, 법무부 관계자

### 천안함 오보 논란
2010년 3월 31일 첫 번째 소식으로 "천안함 침몰 사고로 실종된 46명의 승조원 중 시신 4구가 발견된 것으로 알려졌다"며 "천안함 함미를 수색하면서 승조원 4명의 시신을 발견한 것으로 안다"는 해군 관계자의 말을 전했다.
뉴스가 방송된 후 국방부는 곧바로 "시신은 발견되지 않았고, 명백한 오보"라고 반박했다. 또한 홈페이지에서 해당 기사를 삭제했고 "천안함 실종자의 시신 4구가 발견됐다는 OBS의 보도와 관련해 합동참모본부는 아직까지 확인된 바가 없다고 밝혔다"고 전했다.
그러나 OBS는 군 당국의 오보 주장에는 동의할 수 없다는 입장이다. 김석진 보도본부장은 "현직에 있는 군 관계자가 제보한 내용이고, 다른 관계자까지 취재해 보도한 것"이라며 "아직까지 오보라고 밝혀진 것은 없다. 상처를 입은 실종자 가족들을 위로할 뿐이지, 취재가 잘못됐거나 오보를 인정할 단계는 아니다"라고 말했다.
이날 4월 5일에 "'실종자 4명 숨진 채 발견' 보도에 대해, 해군이 사실이 아니라며 정정 보도를 요청해왔다"며 "결과적으로 확인되지 못한 사실을 보도한 만큼, 정정보도 요청을 받아들여 바로잡는다"고 밝혔다.
4월 27일에 방송통신심의위원회는 해당 보도에 대해 사실 확인 절차를 거치지 않은 내용을 방송하여 시청자를 혼동하게 하였으므로 관련 규정을 위반한 것으로 판단하고 OBS에 권고 조치를 하였다.

## 경쟁 프로그램
- KBS 뉴스 9 경기·인천 (KBS 경인 1TV)